# Hamownik

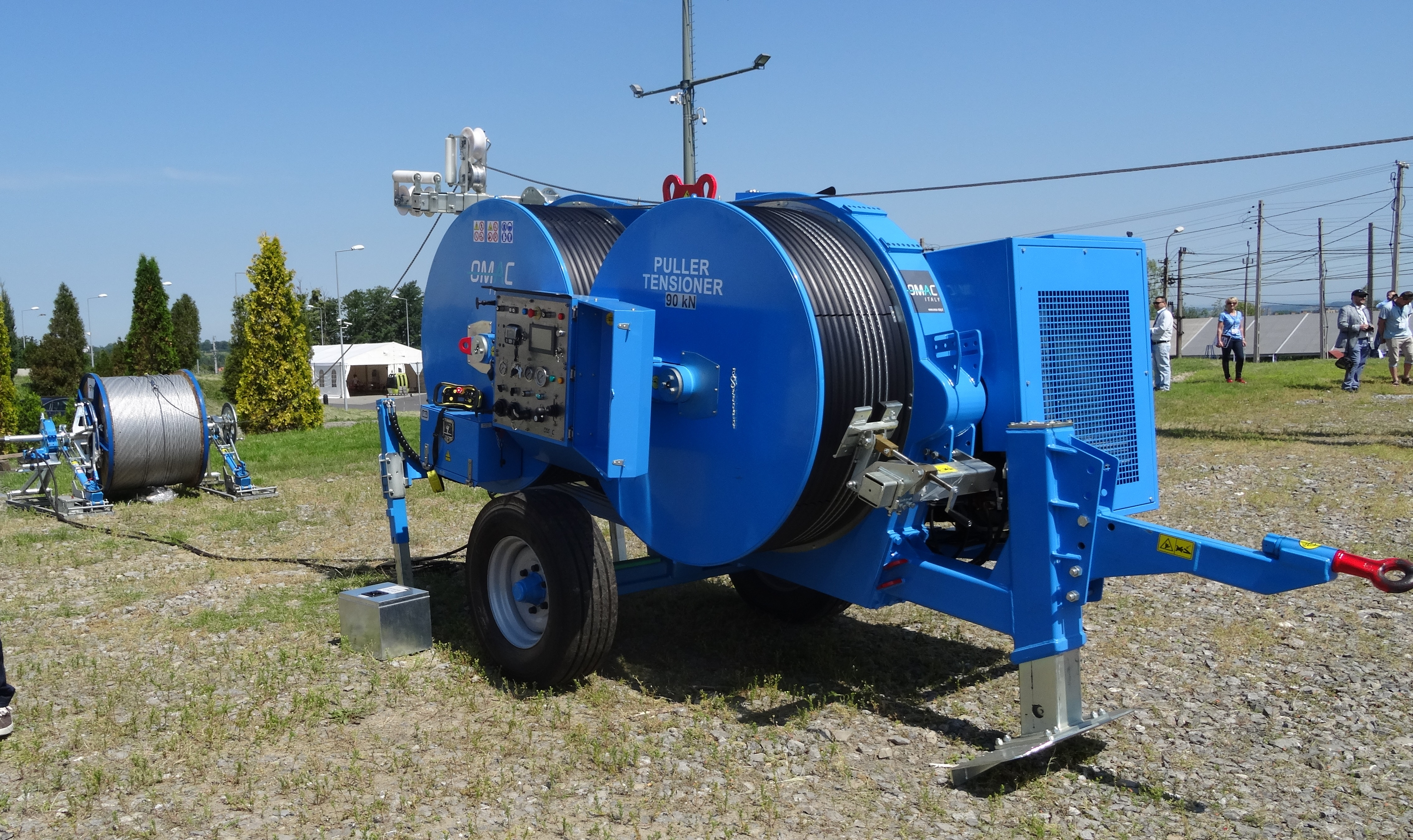
Hamownik hydrauliczny z silnikiem spalinowym

Hamownik (ang. Tensioner), inaczej napinacz – urządzenie do hamowania lub napinania wciąganych kabli i przewodów w budowie linii elektroenergetycznej w celu uzyskania stałego naprężenia liny, zapobiegającego nadmiernemu zwisaniu przewodów. Hamownik w opcji do ciągnięcia przewodów, może służyć również do wciągania przewodów napowietrznych średniego i wysokiego napięcia oraz przewodów światłowodowych OPGW. 
Hamowniki mogą być:
- mechaniczne, w których hamowanie odbywa się za pomocą mechanicznego zaciskania zacisków do tarczy hamującej
- hydrauliczne, w których hamowanie odbywa się za pomocą układu hydraulicznego

Hamownik hydrauliczny działa na zasadzie uzyskiwania ciśnienia hydraulicznego w układzie, które jest regulowane w zależności od potrzeb i zwykle ustawiane jest automatycznie po ustawieniu odpowiedniej mocy na manometrze. Hamownik hydrauliczny może być również zasilany silnikiem spalinowych w celu uzyskania lepszych i stabilniejszych parametrów podczas hamowania przewodów. Hamownik zasilany silnikiem można połączyć również z innymi urządzeniami peryferyjnymi jak np. hydrauliczny stojak kablowy z przewodem napędzany za pomocą silnika hydraulicznego bezpośrednio z hamownika, co poprawia jakość i bezpieczeństwo pracy operatorów. 
Niektóre z firm produkujących hamowniki budują urządzenia wielofunkcyjne nadające się również do wciągania przewodów linii napowietrznej. Nazywa się je wtedy wciągarko–hamownikami (ang. Puller-Tensioner). Jest to jeden z dostępnych sposobów na wymianę istniejących przewodów przeznaczonych do wymiany na nowe przewody. Jest to sposób na wymianę przewodów tych samych lub innych średnic i konstrukcji.
Hamowniki mogą być wykorzystane do napinania 1, 2, 3 lub 4 linii jednocześnie. W tym celu stosuje się różnorodne rozwiązania, z jednym lub dwoma układami hydraulicznym pozwalającymi na dostosowanie siły hamowania przez ręczną korektę w trakcie pracy.